# Château de Mézières
Le château de Mézières est un château situé sur la commune de Mézières dans le canton de Fribourg en Suisse. C'est un bien culturel d'importance nationale.

## Histoire
Le château de Mézières est situé sur une position stratégique très ancienne, puisque les restes d'un grand établissement romain ont été retrouvés à cet emplacement. Le nom de Mézières est attesté dès 1179 dans le Liber donatium de l'abbaye de Hauterive.
Le château est cité dans les chroniques dès la fin du XIVe siècle. Il est possible qu'il s'agissait à l'origine d'une simple tour carrée servant de fort d'arrêt à proximité de la ville de Romont, avant que le bâtiment subisse différentes transformations entre le XIVe et le XVIIIe siècle pour aboutir au château actuel, à savoir une maison à deux étages dotée d'une tour polygonale. Les archères en croix au rez-de-chaussée de cette tour remonteraient au château du XIVe siècle. Jusqu'en 1544, la famille de Bonvillars détient la seigneurie de Mézières, passée aux mains de Fribourg en 1536 à la suite de la conquête du Pays de Vaud. De 1627 à 1654, puis de 1756 à 1871, le château appartient à la famille de Diesbach. D'importants travaux sont entrepris entre 1777 et 1789.
Au XXe siècle, le château appartient à la paroisse. Dès 1971, le bâtiment est à l'abandon. En 1972, il fait l'objet d'une mesure de classement par le Conseil d'État. Dès 1983, il figure sur la liste des maisons rurales à protéger.
En 1989, on entreprend un inventaire des lieux qui révèle la présence de 27 papiers peints différents datant des XVIIIe et XIXe siècles. Le château se trouve alors dans état déplorable. En 1994, la fondation Edith Moret-Château de Mézières voit le jour. Des travaux de restauration sont entrepris en collaboration avec le Service des Biens culturels du canton de Fribourg.
Depuis octobre 2007, le château abrite le Musée du papier peint de Mézières.